# Élodie Ajinça
Élodie Ajinça, née le 17 septembre 1981, est une coureuse cycliste française, spécialiste du bicycle motocross (BMX). En 2003, elle devient championne du monde de BMX.

## Biographie
Son frère est Alexis Ajinça, basketteur champion d'Europe 2013 avec l'équipe de France.

## Palmarès en BMX

### Championnats du monde
- Melbourne 1998
  - 4e du BMX juniors
- Córdoba 2000
  - 8e du BMX
- Louisville 2001
  -  médaille de bronze du BMX
- Perth 2003
  -  Championne du monde de BMX
- Victoria 2007
  - 7e du BMX